# Cosmarium difficile
Cosmarium difficile  là một loài Song tinh tảo trong họ Desmidiaceae, thuộc chi Cosmarium.